# 布里尼亚诺-弗拉斯卡塔
布里尼亚诺-弗拉斯卡塔（義大利語：Brignano-Frascata），是意大利亚历山德里亚省的一个市镇。总面积17.42平方公里，人口462人，人口密度26.5人/平方公里（2009年）。ISTAT代码为006024。